# Moon over Parador
Moon over Parador (bra: Luar sobre Parador) é um filme estadunidense de 1988, do gênero comédia, dirigido por Paul Mazursky, com roteiro de Leon Capetanos e Paul Mazursky, baseado em história de Charles G. Booth, música de Maurice Jarre e direção de arte do brasileiro Marcos Flaksman.
O filme teve locações em Nova Iorque, Ouro Preto, Rio de Janeiro e Salvador.

## Sinopse
A morte do presidente/ditador de um país latino-americano faz com que o chefe de seu gabinete, Roberto Strausmann, convença o ator Jack Noah, que é um sósia do morto, a assumir seu lugar. Dessa forma, Strausmann pode governar, usando Noah como fantoche. Porém, a namorada do falecido, Madonna Mendez, ao contrário da população do país, não se deixa iludir com a farsa.

## Elenco
- Richard Dreyfuss .... Jack Noah / presidente Alphonse Simms
- Raul Julia .... Roberto Strausmann
- Sonia Braga .... Madonna Mendez
- Jonathan Winters .... Ralph
- Fernando Rey .... Alejandro
- Dana Delany .... Jenny
- Michael Greene .... Clint
- Polly Holliday .... Midge
- Milton Gonçalves .... Carlo
- Charo .... Madame Lupe
- Marianne Sägebrecht .... Magda
- Reinhard Kolldehoff .... Gunther
- Richard Russell Ramos .... Dieter Lopez
- José Lewgoy .... arcebispo Aurelio Lopez
- Dann Florek .... Toby
- Roger Aaron Brown .... Desmond
- Nélson Xavier ... general Kurt Sinaldo
- Sammy Davis Jr. .... ele mesmo
- Regina Casé .... Clara
- Flávio R. Tambellini .... Danté Guzman
- Giovanna Gold .... garota do Carnaval
- Carlos Augusto Strazzer .... bêbado
- Rui Resende .... homem na praia
- Paul Mazursky .... mãe do presidente Simms
- Neville de Almeida
- Lindemberg Silva.... Menino da Praça

## Principais prêmios e indicações
Globo de Ouro 1989
- Indicado nas categorias de melhor ator coadjuvante (Raul Julia) e melhor atriz coadjuvante (Sônia Braga).